# Bupleurum sikkimense
Bupleurum sikkimense là một loài thực vật có hoa trong họ Hoa tán. Loài này được P.K.Mukh. mô tả khoa học đầu tiên năm 1977.